# Championnats d'Europe de cyclisme sur piste juniors et espoirs 2003
Navigation
Championnats d'Europe 2002 Championnats d'Europe 2004
Les Championnats d'Europe de cyclisme sur piste juniors et espoirs 2003 se sont déroulés à Moscou en  Russie. La compétition était ouverte aux juniors (17-18 ans) et espoirs (- 23 ans) chez les hommes et les femmes. Elle inclut également quatre épreuves open, où peuvent concourir les coureurs de plus de 23 ans.

## Résultats

### Juniors
| Épreuves masculines    |                                                                         |                                                                  |                                                                                       |
| Kilomètre              | Filip Ditzel                                                            | Kamil Kuczynski                                                  | Anton Rudoy                                                                           |
| Keirin                 | Mikhail Shikhalev                                                       | Grégory Baugé                                                    | Michal Tokarz                                                                         |
| Vitesse individuelle   | Grégory Baugé                                                           | Filip Ditzel                                                     | Alfonso Gomez Sanchez                                                                 |
| Vitesse par équipes    | Pologne Michal Tokarz Kamil Kuczynski Paweł Kościecha                   | Russie Anton Rudoy Stoyan Vasev Denis Dmitriev                   | Tchéquie Filip Ditzel Adam Ptacnik Jiří Hochmann                                      |
| Poursuite individuelle | Alexander Khatuntsev                                                    | Levi Heimans                                                     | Mikhail Ignatiev                                                                      |
| Poursuite par équipes  | Russie Anton Mindlin Vladimir Isaychev Nikolai Trussov Mikhail Ignatiev | Pays-Bas Wim Stroetinga Niels Pieters Levi Heimans Kevin Sluimer | Lituanie Gediminas Bagdonas Justas Volungevicius Andrius Buividas Ignatas Konovalovas |
| Course aux points      | Wim Stroetinga                                                          | Kenny De Ketele                                                  | Jiří Hochmann                                                                         |
| Scratch                | Dmytro Grabovskyy                                                       | Filip Ditzel                                                     | Nikolai Trussov                                                                       |
| Épreuves féminines     |                                                                         |                                                                  |                                                                                       |
| 500 mètres             | Émilie Jeannot                                                          | Magdalena Sara                                                   | Anastasia Tchulkova                                                                   |
| Keirin                 | Magdalena Sara                                                          | Ekaterina Merzlikina                                             | Barbara Borucz                                                                        |
| Vitesse individuelle   | Valeriya Velychko                                                       | Ekaterina Merzlikina                                             | Émilie Jeannot                                                                        |
| Poursuite individuelle | Marlijn Binnendijk                                                      | Rebecca Bertolo                                                  | Agne Bagdonaviciutė                                                                   |
| Course aux points      | Anastasia Tchulkova                                                     | Rebecca Bertolo                                                  | Karen Verbeek                                                                         |
| Scratch                | Ekaterina Merzlikina                                                    | Annalisa Cucinotta                                               | Émilie Jeannot                                                                        |

### Espoirs
| Épreuves masculines    |                                                                             |                                                                             |                                                                            |
| Kilomètre              | Theo Bos                                                                    | Alois Kaňkovský                                                             | Mathieu Mandard                                                            |
| Keirin                 | Teun Mulder                                                                 | Theo Bos                                                                    | Damian Zieliński                                                           |
| Vitesse individuelle   | Theo Bos                                                                    | Łukasz Kwiatkowski                                                          | Damian Zieliński                                                           |
| Poursuite individuelle | Volodymyr Dyudya                                                            | Alexander Serov                                                             | Vasil Kiryienka                                                            |
| Poursuite par équipes  | Ukraine Volodymyr Zagorodny Vitaliy Popkov Roman Kononenko Volodymyr Dyudya | Russie Mikhail Mikheev Alexey Shmidt Alexander Khatuntsev Ilya Krestianinov | Biélorussie Vasil Kiryienka Viktor Rapinski Yauhen Sobal Dzmitry Aulasenka |
| Américaine             | France Matthieu Ladagnous Fabien Patanchon                                  | Russie Alexey Shmidt Konstantin Ponomarev                                   | Belgique Dimitri De Fauw Iljo Keisse                                       |
| Course aux points      | Nikita Eskov                                                                | Kanstantsin Siutsou                                                         | Matteo Montaguti                                                           |
| Scratch                | Samuele Marzoli                                                             | Dimitri De Fauw                                                             | Alex Rasmussen                                                             |
| Épreuves féminines     |                                                                             |                                                                             |                                                                            |
| 500 mètres             | Tamilla Abassova                                                            | Simona Krupeckaitė                                                          | Céline Nivert                                                              |
| Keirin                 | Tamilla Abassova                                                            | Christin Muche                                                              | Yulia Aroustamova                                                          |
| Vitesse individuelle   | Tamilla Abassova                                                            | Simona Krupeckaitė                                                          | Céline Nivert                                                              |
| Poursuite individuelle | Apollinaria Bakova                                                          | Vera Koedooder                                                              | Oxana Kostenko                                                             |
| Course aux points      | Giorgia Bronzini                                                            | Eleonora Soldo                                                              | Oxana Kostenko                                                             |
| Scratch                | Yulia Aroustamova                                                           | Sofiya Pryshchepa                                                           | Giorgia Bronzini                                                           |

### Open
| Épreuves masculines |                                                      |                                                         |                                                                  |
| Vitesse par équipes | France Grégory Baugé Mathieu Mandard François Pervis | Russie Sergey Borisov Vladimir Kiriltsev Denis Terenine | Grèce Kleanthis Bargkas Dimitrios Georgalis Lampros Vasilopoulos |
| Omnium              | Franco Marvulli                                      | Lyubomyr Polatayko                                      | Angelo Ciccone                                                   |
| Omnium sprint       | Ainārs Ķiksis                                        | Ivan Vrba                                               | Pavel Buráň                                                      |
| Épreuves féminines  |                                                      |                                                         |                                                                  |
| Omnium              | Olga Slyusareva                                      | Elena Tchalykh                                          | Iryna Yanovych                                                   |

## Tableau des médailles
| Rang  | Nation      | Or | Argent | Bronze | Total |
| ----- | ----------- | -- | ------ | ------ | ----- |
| 1     | Russie      | 12 | 8      | 7      | 27    |
| 2     | Pays-Bas    | 5  | 4      | 0      | 9     |
| 3     | France      | 4  | 1      | 5      | 10    |
| 4     | Ukraine     | 4  | 2      | 1      | 7     |
| 5     | Italie      | 2  | 4      | 3      | 9     |
| 6     | Pologne     | 2  | 3      | 4      | 9     |
| 7     | Tchéquie    | 1  | 4      | 3      | 8     |
| 8     | Lettonie    | 1  | 0      | 0      | 1     |
| -     | Suisse      | 1  | 0      | 0      | 1     |
| 10    | Belgique    | 0  | 2      | 2      | 4     |
| -     | Lituanie    | 0  | 2      | 2      | 4     |
| 12    | Biélorussie | 0  | 1      | 2      | 3     |
| 13    | Allemagne   | 0  | 1      | 0      | 1     |
| 14    | Danemark    | 0  | 0      | 1      | 1     |
| -     | Espagne     | 0  | 0      | 1      | 1     |
| -     | Grèce       | 0  | 0      | 1      | 1     |
| Total | Total       | 32 | 32     | 32     | 96    |